# رشید سومایلا
رشید سومایلا (انگلیسی: Rashid Sumaila؛ زادهٔ ۱۸ دسامبر ۱۹۹۲) یک بازیکن فوتبال اهل غنا است.
وی همچنین در تیم ملی فوتبال غنا بازی کرده‌است.